# Good-byeシーズン
「Good-byeシーズン/振り向けばBroken Heart」（グッドバイシーズン／ふりむけばブロークン・ハート）は、H2Oの6枚目のシングル。1983年10月1日発売。発売元はKitty Records（現・ユニバーサル ミュージックLLC）。

## 解説
フジテレビで放送されたテレビアニメ『みゆき』のエンディングテーマに起用された。（第23話 - 第37話）

## 収録曲
- 全編曲：星勝

1. Good-byeシーズン
作詞：山川啓介、作曲：鈴木キサブロー
2. 振り向けばBroken Heart
作詞：秋元康、作曲：和泉常寛